# Vasiliki
Vasiliki (řecky: Βασιλική), v češtině často psáno jako Vassiliki, je město na ostrově Lefkada v Řecku. Nachází se na jižním pobřeží ostrova, 4 km jižně od Agios Petros a 25 km jihozápadně od města Lefkada, hlavního města ostrova. Trvale zde žije (podle sčítání lidu z roku 2011) asi 400 obyvatel.

## Cestovní ruch
Hlavním zdrojem příjmů pro Vasiliki je cestovní ruch. Místní pláž se svými mělkými vodami je považována za ideální pro koupání. Z Vasiliki vyjíždějí turistické lodě na další známé pláže na jihozápadě ostrova (Porto Katsiki a Egremnoi), které jsou obtížně dostupné z pevniny. V letních měsících je Vasiliki oblíbeným místem pro windsurfing díky místnímu termálnímu větru známému mezi surfaři jako „Eric“. Oblast je oblíbená také u cyklistů na horských kolech.

## Galerie

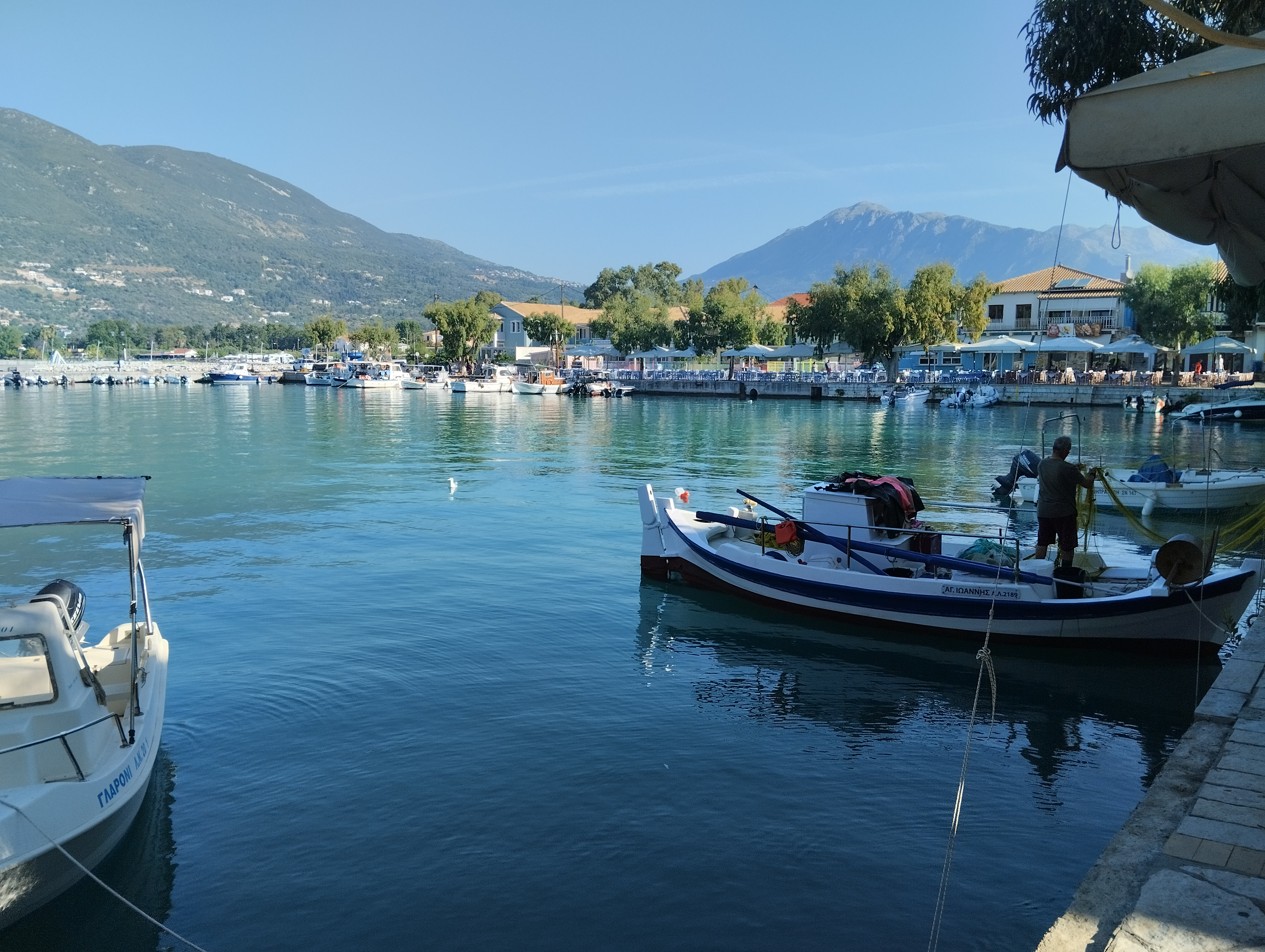
Přístav
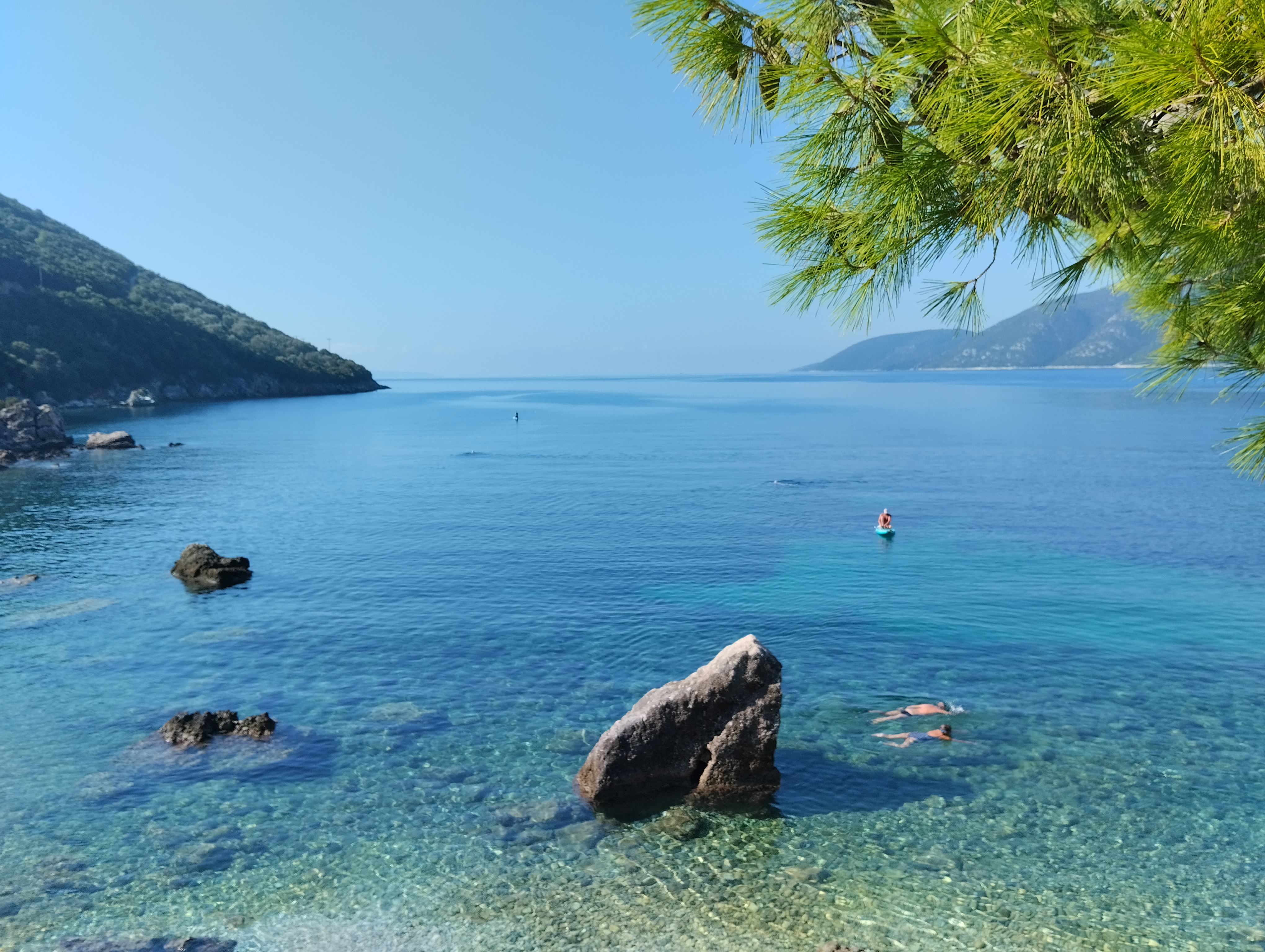
Pláž
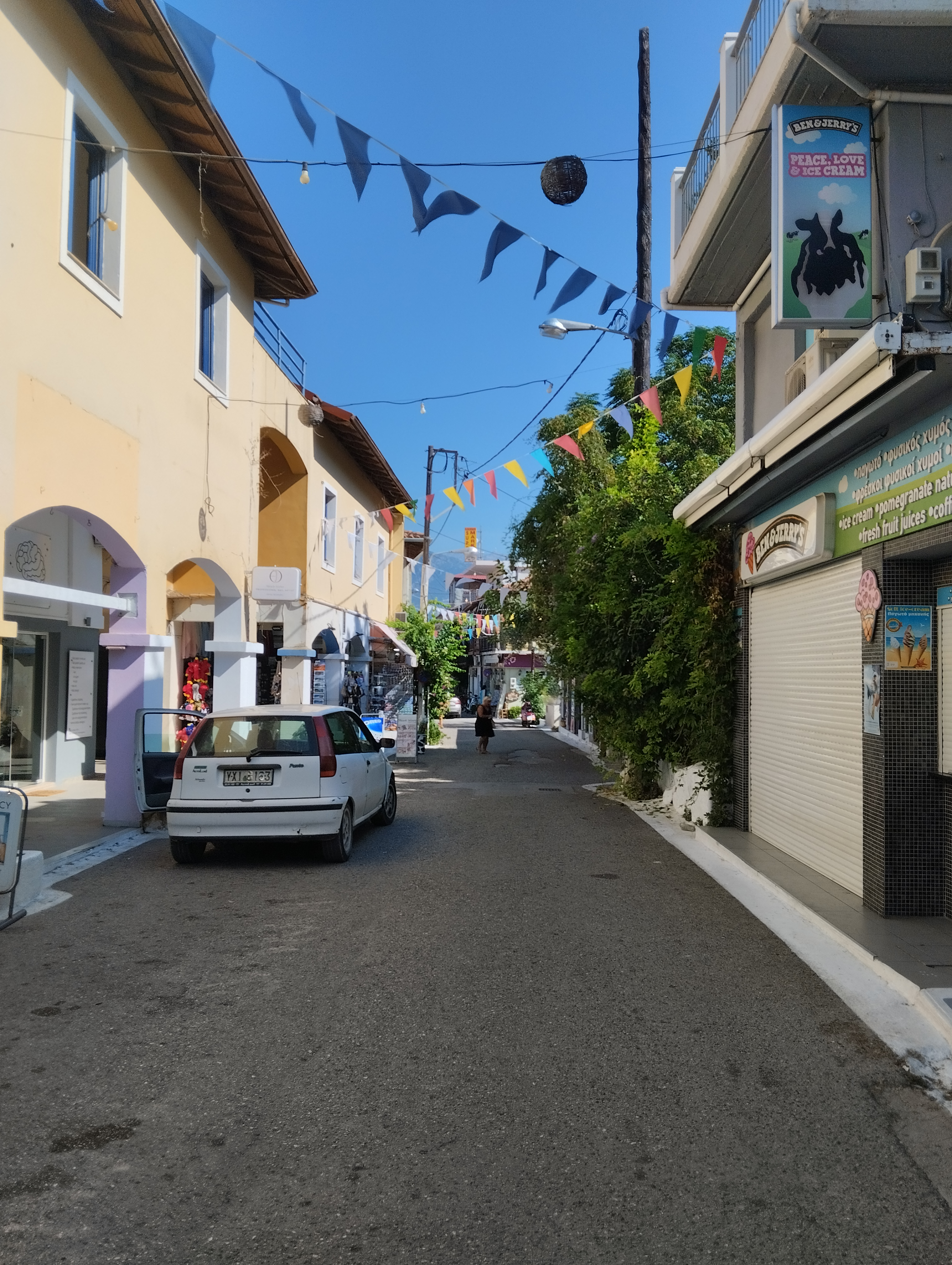
Centrum